# Sankt Johann im Saggautal
Sankt Johann im Saggautal é um município da Áustria, situado no distrito de Leibnitz, na estado da Estíria. Tem 27,02 km² de área e sua população em 2019 foi estimada em 2.003 habitantes.